# Nina Olegowna Brattschikowa
Nina Olegowna Brattschikowa (russisch Нина Олеговна Братчикова; * 28. Juni 1985 in Schukowski, Sowjetunion) ist eine ehemalige russische Tennisspielerin.

## Karriere
Brattschikowa, die Hartplätze bevorzugte, begann im Alter von sieben Jahren mit dem Tennissport.
In ihrer Karriere gewann sie neun Einzel- und 35 Doppeltitel auf dem ITF Women’s Circuit. Auf der WTA Tour stand sie im Doppel dreimal in einem Finale: am 5. Oktober 2008 beim Turnier in Taschkent, am 24. April 2011 in Fès und am 13. Juli 2013 in Budapest. An der Seite von Oksana Kalaschnikowa gewann sie 2012 den Titel bei den Royal Indian Open, einem Turnier der in jenem Jahr erstmals ausgetragenen WTA Challenger Series.
Im Jahr 2012 erreichte sie in der Weltrangliste ihre jeweils höchsten Positionen, im September mit Platz 63 im Doppel und im Dezember mit Platz 79 im Einzel.
2013 stand sie bei den Australian Open erstmals in der dritten Runde eines Grand-Slam-Turniers. Auch bei den French Open zog sie im Einzel in die dritte Runde ein; im Doppel erreichte sie dort das Achtelfinale.
Ihr letztes Match auf der Damentour bestritt sie bei einem ITF-Turnier im Oktober 2014.

## Turniersiege

### Einzel
| Nr. | Datum            | Turnier                    | Kategorie      | Belag     | Finalgegnerin       | Ergebnis      |
| --- | ---------------- | -------------------------- | -------------- | --------- | ------------------- | ------------- |
| 1.  | 7. Dezember 2003 | Tel Aviv                   | ITF $10.000    | Hartplatz | Shahar Peer         | 6:4, 6:4      |
| 2.  | 7. März 2004     | Melilla                    | ITF $10.000    | Hartplatz | Frederica Piedade   | 6:2, 6:4      |
| 3.  | 9. Juli 2006     | Mont-de-Marsan             | ITF $25.000    | Sand      | Ioana Raluca Olaru  | 6:4, 4:6, 6:0 |
| 4.  | 25. Mai 2008     | Moskau                     | ITF $25.000    | Sand      | Xenija Perwak       | 3:6, 6:1, 7:5 |
| 5.  | 1. Juni 2008     | Togliatti                  | ITF $25.000    | Hartplatz | Patricia Mayr       | 6:3, 6:0      |
| 6.  | 17. Mai 2009     | Vila Real de Santo Antonio | ITF $10.000    | Sand      | Irene Santos-Bravo  | 7:5, 2:6, 6:4 |
| 7.  | 18. April 2010   | Johannesburg               | ITF $100.000+H | Hartplatz | Tamarine Tanasugarn | 7:5, 7:62     |
| 8.  | 31. Oktober 2010 | Lagos                      | ITF $25.000    | Hartplatz | Zuzana Kučová       | 7:5, 6:1      |
| 9.  | 6. Februar 2011  | Rabat                      | ITF $25.000    | Sand      | Maria João Koehler  | 3:6, 6:4, 6:1 |

### Doppel
| Nr. | Datum              | Turnier                    | Kategorie      | Belag             | Partnerin            | Finalgegnerinnen                            | Ergebnis          |
| --- | ------------------ | -------------------------- | -------------- | ----------------- | -------------------- | ------------------------------------------- | ----------------- |
| 1.  | 14. Oktober 2001   | Catania                    | ITF $10.000    | Sand              | Anna Floris          | Giorgia Mortello Lisa Tognetti              | 6:2, 5:7, 7:66    |
| 2.  | 30. November 2003  | Haifa                      | ITF $10.000    | Hartplatz         | Alena Schmelzer      | Weronika Kapschaj Barbara Pocza             | 7:5, 6:4          |
| 3.  | 7. Dezember 2003   | Tel Aviv                   | ITF $10.000    | Hartplatz         | Alena Schmelzer      | Oksana Karyschkowa Elena Jaryschka          | 6:1, 5:7, 6:3     |
| 4.  | 7. März 2004       | Melilla                    | ITF $10.000    | Hartplatz         | Alla Kudrjawzewa     | Anastasia Dwornikowa Iryna Nossenko         | 7:5, 6:3          |
| 5.  | 27. März 2005      | St. Petersburg             | ITF $25.000    | Hartplatz (Halle) | Jekaterina Makarowa  | Jekaterina Kosminskaja Alla Kudrjawzewa     | 7:62, 6:2         |
| 6.  | 17. April 2005     | Mumbai                     | ITF $25.000    | Hartplatz         | Francesca Lubiani    | Rushmi Chakravarthi Sai-Jayalakshmy Jayaram | 6:3, 6:4          |
| 7.  | 4. September 2005  | Balaschicha                | ITF $25.000    | Sand              | Anna Bastrikowa      | Jekaterina Lopes Olga Panowa                | 6:2, 6:2          |
| 8.  | 5. März 2006       | Las Palmas de Gran Canaria | ITF $25.000    | Hartplatz         | Alla Kudrjawzewa     | Karolina Kosińska Alicja Rosolska           | 6:1, 6:3          |
| 9.  | 12. März 2006      | Telde                      | ITF $25.000    | Sand              | Alla Kudrjawzewa     | Sara Errani Giulia Gabba                    | 6:1, 6:1          |
| 10. | 16. April 2006     | Biarritz                   | ITF $25.000    | Sand              | Jaroslawa Schwedowa  | Klaudia Jans Alicja Rosolska                | 6:3, 6:2          |
| 11. | 13. Juli 2006      | Dnipropetrowsk             | ITF $25.000    | Sand              | Alena Schmelzer      | Kristina Antoniytschuk Jewgenija Rodina     | 6:1, 5:7, 7:5     |
| 12. | 18. Februar 2007   | Biberach                   | ITF $25.000    | Hartplatz (Halle) | Urszula Radwańska    | Darija Jurak Sandra Martinović              | 6:2, 6:0          |
| 13. | 25. März 2007      | Mumbai                     | ITF $25.000    | Hartplatz         | Oqgul Omonmurodova   | Olga Panowa Stefanie Vögele                 | 6:2, 6:3          |
| 14. | 8. Juli 2007       | Mont-de-Marsan             | ITF $25.000    | Sand              | Neuza Silva          | Joana Cortez Teliana Pereira                | 6:3, 7:63         |
| 15. | 10. Februar 2008   | Vale do Lobo               | ITF $10.000    | Hartplatz         | Katerina Avdiyenko   | Daniëlle Harmsen Neuza Silva                | 6:4, 6:3          |
| 16. | 11. Mai 2008       | Jounieh                    | ITF $50.000+H  | Sand              | Weronika Kapschaj    | Kristína Kučová Stefanie Vögele             | 7:5, 3:6, [10:6]  |
| 17. | 1. Juni 2008       | Togliatti                  | ITF $25.000    | Hartplatz         | Wassilissa Dawydowa  | Nikola Fraňková Patricia Mayr               | 6:3, 5:7, [10:3]  |
| 18. | 20. September 2009 | Neapel                     | ITF $25.000    | Sand              | Oksana Kalaschnikowa | María Irigoyen Betina Jozami                | 7:65, 2:6, [10:8] |
| 19. | 27. September 2009 | Madrid                     | ITF $25.000    | Hartplatz         | Irena Pavlovic       | Claire Feuerstein Constance Sibille         | 6:2, 6:4          |
| 20. | 4. Oktober 2009    | Granada                    | ITF $25.000    | Hartplatz         | Arina Rodionowa      | Betina Jozami Walerija Sawinych             | 6:1, 3:6, [10:5]  |
| 21. | 18. Oktober 2009   | Lagos                      | ITF $25.000    | Hartplatz         | Anna Gerasimou       | Anna Brazhnikova Anastasija Mukhametowa     | 7:63, 7:61        |
| 22. | 25. Oktober 2009   | Lagos                      | ITF $25.000    | Hartplatz         | Anna Gerasimou       | Chen Astrogo Keren Shlomo                   | 6:4, 7:5          |
| 23. | 1. November 2009   | Istanbul-Ted               | ITF $25.000    | Hartplatz (Halle) | Xenija Palkina       | Petra Cetkovská Renata Voráčová             | kampflos          |
| 24. | 22. März 2010      | Moskau                     | ITF $25.000    | Hartplatz (Halle) | Irena Pavlovic       | Ljudmyla Kitschenok Nadija Kitschenok       | 6:74, 6:2, [10:3] |
| 25. | 18. Juli 2010      | Contrexéville              | ITF $50.000    | Sand              | Jekaterina Iwanowa   | Jelena Dokić Sharon Fichman                 | 4:6, 6:4, [10:3]  |
| 26. | 8. August 2010     | Astana                     | ITF $50.000    | Hartplatz         | Jekaterina Iwanowa   | Juliana Fedak Anastasija Wassyljewa         | 6:4, 6:4          |
| 27. | 24. Oktober 2010   | Lagos                      | ITF $25.000    | Hartplatz         | Ágnes Szatmári       | Anna Brazhnikova Anastasia Mukhametowa      | 6:4, 6:3          |
| 28. | 26. Dezember 2010  | Pune                       | ITF $25.000    | Hartplatz         | Alexandra Panowa     | Sachie Ishizu Hanna Schkudun                | 6:3, 7:62         |
| 29. | 1. Juni 2011       | Marseille                  | ITF $100.000   | Sand              | Irina-Camelia Begu   | Laura-Ioana Andrei Mădălina Gojnea          | 6:2, 6:2          |
| 30. | 3. Juli 2011       | Pozoblanco                 | ITF $50.000    | Hartplatz         | Irena Pavlovic       | Marina Melnikowa Sopia Schapatawa           | 6:2, 6:4          |
| 31. | 18. September 2011 | Sofia                      | ITF $100.000   | Sand              | Darija Jurak         | Alexandra Cadanțu Ioana Raluca Olaru        | 6:4, 7:5          |
| 32. | 25. September 2011 | Saint-Malo                 | ITF $100.000+H | Sand              | Darija Jurak         | Johanna Larsson Jasmin Wöhr                 | 6:4, 6:2          |
| 33. | 23. Oktober 2011   | Lagos                      | ITF $25.000    | Hartplatz         | Melanie Klaffner     | Tadeja Majerič Aleksandrina Najdenowa       | 7:5, 5:7, [10:6]  |
| 34. | 4. Dezember 2011   | Dubai                      | ITF $75.000    | Hartplatz         | Darija Jurak         | Oqgul Omonmurodova Alexandra Dulgheru       | 6:4, 3:6, [10:6]  |
| 35. | 25. Dezember 2011  | Ankara                     | ITF $75.000    | Hartplatz (Halle) | Darija Jurak         | Janette Husárová Katalin Marosi             | 6:4, 6:2          |
| 36. | 11. November 2012  | Pune                       | WTA Challenger | Hartplatz         | Oksana Kalaschnikowa | Julia Glushko Noppawan Lertcheewakarn       | 6:0, 4:6, [10:8]  |

## Abschneiden bei Grand-Slam-Turnieren

### Einzel
| Turnier         | 2005 | 2006 | 2007 | 2008 | 2009 | 2010 | 2011 | 2012 | 2013 | Karriere |
| --------------- | ---- | ---- | ---- | ---- | ---- | ---- | ---- | ---- | ---- | -------- |
| Australian Open | Q1   | —    | —    | —    | Q1   | Q2   | Q1   | 3    | 1    | 3        |
| French Open     | —    | —    | —    | —    | Q3   | Q1   | Q1   | 3    | 1    | 3        |
| Wimbledon       | —    | —    | —    | —    | Q1   | Q2   | Q3   | 1    | 1    | 1        |
| US Open         | Q1   | Q1   | —    | Q3   | Q1   | Q1   | Q3   | 1    | Q2   | 1        |

Zeichenerklärung: S = Turniersieg; F, HF, VF, AF = Einzug ins Finale / Halbfinale / Viertelfinale / Achtelfinale; 1, 2, 3 = Ausscheiden in der 1. / 2. / 3. Hauptrunde; Q1, Q2, Q3 = Ausscheiden in der 1. / 2. / 3. Runde der Qualifikation; n. a. = nicht ausgetragen

### Doppel
| Turnier         | 2012 | 2013 | Karriere |
| --------------- | ---- | ---- | -------- |
| Australian Open | 1    | 1    | 1        |
| French Open     | AF   | 2    | AF       |
| Wimbledon       | 1    | —    | 1        |
| US Open         | 2    | 1    | 2        |